# Quitaraju
Quitaraju es una montaña ubicada en el departamento de Áncash. Tiene una altitud de 6,040 m s. n. m. Se localiza en el macizo del Santa Cruz en la Cordillera Blanca en los Andes peruanos.

## Ascensiones históricas

### Primera Expedición
Alemania: El 17 de junio de 1936, los alemanes Erwin Schneider y Arnold Awerzger logran alcanzar la cumbre por primera vez.